# Kirchlinteln
Kirchlinteln település Németországban, azon belül Alsó-Szászország tartományban. Lakosainak száma 10 339 fő (2023. december 31.). Kirchlinteln Sottrum, Dörverden, Walsrode és Verden községekkel határos.

## Népesség
A település népességének változása:
| Lakosok száma | 10 034 | 9990 | 9956 | 10 054 | 10 295 | 10 339 |
|               | 2016   | 2017 | 2019 | 2021   | 2022   | 2023   |